# Росарио Кастељанос
Росарио Кастељанос Фигероа (шпански изговор: ; Мексико Сити, 25. мај 1925 — Тел Авив, 7. август 1974) била је мексички песник и писац. Била је један од најважнијих мексичких књижевних гласова у прошлом веку. Током свог живота, елоквентно је писала о питањима културе и родне репресије, а њен рад је утицао на мексичку феминистичку теорију и културолошке студије. Иако је умрла млада, женама је отворила врата мексичке књижевности и оставила наслеђе које и данас има одјека.

## Живот
Рођена у Мексико Ситију, Кастељанос је одрасла у Комитану у близини ранча своје породице у јужној држави Чијапас. Била је интровертна млада девојка, која је приметила невоље домородачких Маја које су радиле за њену породицу.
Срећа њене поредице се изненада променила када је председник Лазаро Карденас увео земљишну реформу и политику еманципације сељака која је породици одузела већи део поседа. Са петнаест година, Кастеланос и њени родитељи преселили су се у Мексико Сити. Године 1948. оба њена родитеља су умрла у несрећи. Постала је сироче са 23 године.
Иако је остала интровертна, придружила се групи мексичких и централноамеричких интелектуалаца, много је читала и почела да пише. Студирала је филозофију и књижевност на УНАМ-у (Национални аутономни универзитет Мексика), где је касније предавала, и придружила се Националном институту за староседеоце, пишући сценарије за луткарске представе које су приређиване у сиромашним регионима ради промовисања писмености. Институт је основао председник Карденас. Такође је писала недељну колумну за новине Excélsior.
Удала се за Рикарда Гуера Техаду, професора филозофије, 1958. Рођење њиховог сина Габријела Гера Кастељаноса 1961. (сада ради као политиколог) био је важан тренутак у њеном животу; пре рођења сина патила је од депресије након неколико побачаја. Међутим, она и Гуера су се развели након тринаест година брака, пошто је Гера био неверан. Њен лични живот обележио је тежак брак и континуирана депресија, али је велики део свог рада и енергије посветила одбрани женских права, по чему је упамћена као симбол латиноамеричког феминизма.
Поред свог књижевног рада, Кастељанос је обављала неколико државних функција. Као признање за допринос мексичкој књижевности, Кастеланос је 1971. именована за амбасадора у Израелу.
Оне је 7. августа 1974. умрла у Тел Авиву услед последица несреће са струјом. Неки су спекулисали да је несрећа заправо самоубиство. Мексичка списатељица Марта Серда, на пример, написала је новинарки Лусини Катман : „Верујем да је извршила самоубиство, иако је већ неко време осећала да је мртва. Међутим, нема доказа који подржавају такву тврдњу.
Током своје каријере, Кастељанос је писала поезију, есеје, једну велику драму и три романа.
Године 1958. добила је награду Чиапас, за Balún Canán, а две године након награде Ксавијер Виљарутија, за Ciudad Real.. Између осталих награда које су уследиле, награда Сор Хуана Инес де ла Круз (1962), награда Карлос Троује за књижевност (1967) и награда Елијас Сураски (1972).
Поред тога, неколико јавних места носи њено име.

## Одабрана дела
- Balún-Canán. ISBN 9789681683030. Fondo de Cultura Economica, 1957; 2007,
- Poemas (1953–1955), Colección Metáfora, 1957
- Castellanos, Rosario (31. 8. 2007). Ciudad Real: Cuentos. Debolsillo. ISBN 9786071108654., 1960; Penguin Random House Grupo Editorial México, 2007,
- Castellanos, Rosario (30. 4. 2013). Oficio de tinieblas. Grupo Planeta Spain. ISBN 978-607-07-1659-1. 1962; 2013, Grupo Planeta – México,
- Álbum de familia (1971)
- Castellanos, Rosario (2004). Poesía no eres tú; Obra poética: 1948–1971. Fondo de Cultura Económica. ISBN 9789681671174. 1972; Fondo de Cultura Economica, 2004,
- Mujer que sabe latín . . . 1973. ISBN 9789681671167.; Fondo de Cultura Economica, 2003,
- Castellanos, Rosario (29. 6. 2012). El eterno femenino: Farsa. Fondo de Cultura Economica. ISBN 9786071610829. 1973; Fondo de Cultura Economica, 2012,
- Castellanos, Rosario (1984). Bella dama sin piedad y otros poemas. Fondo de Cultura Económica. ISBN 9789681617332., Fondo de Cultura Económica, 1984,
- Los convidados de agosto. Ediciones Era. 1964. ISBN 978-968-411-203-2.
- Declaración de fe. ISBN 9786071119339. Penguin Random House Grupo Editorial México, 2012,
- La muerte del tigre SEP, 198?
- Cartas a Ricardo (1994)
- Castellanos, Rosario (9. 7. 2012). Rito de iniciación. Alfaguara. ISBN 978-607-11-1935-3. 1996; 2012, Penguin Random House Grupo Editorial México,
- Sobre cultura femenina. Fondo de Cultura Económica. 2005. ISBN 978-968-16-7465-6.

### Преводи на енглески
- The Nine Guardians: a Novel. ISBN 9780930523909., Translator Irene Nicholson, Readers International, 1992,
- The Book of Lamentations. Translator Esther Allen. Penguin Books. 1998. ISBN 978-0-14-118003-8.. (Oficio de tinieblas)
- A Rosario Castellanos Reader: An Anthology of Her Poetry, Short Fiction, Essays and Drama. Maureen Ahern. University of Texas Press. 28. 6. 2010. стр. 1—. ISBN 978-0-292-78989-0.
- City of Kings. Превод: Robert S. Rudder, Gloria Chacón de Arjona. Latin American Literary Review Press. 1993. ISBN 9780935480634., , OCLC 39164857
- The selected poems of Rosario Castellanos, преводилац Magda Bogin, Saint Paul, Minn.: Graywolf Press, 1988. OCLC 88081023OCLC 88081023